# 14349 Nikitamikhalkov
14349 Nikitamikhalkov este un asteroid din centura principală de asteroizi.

## Descriere
14349 Nikitamikhalkov este un asteroid din centura principală de asteroizi. A fost descoperit pe 22 octombrie 1985 la Observatorul de Astrofizică din Crimeea de Liudmila Juravliova. Asteroidul prezintă o orbită caracterizată de o semiaxă mare de 3,26 ua, o excentricitate de 0,12 și o înclinație de 2,7° în raport cu ecliptica.